# Bridelia leichhardtii
Bridelia leichhardtii är en emblikaväxtart som beskrevs av Henri Ernest Baillon och Johannes Müller Argoviensis. Bridelia leichhardtii ingår i släktet Bridelia och familjen emblikaväxter. Inga underarter finns listade i Catalogue of Life.